# Control (cântec de Janet Jackson)
„Control” este un cântec al interpretei americane Janet Jackson. Piesa a fost compusă de Jimmy Jam și Terry Lewis și Jackson, fiind inclusă pe cel de-al treilea material discografic de studio al artistei, Control. „Control” a ocupat locul 28 în Elveția și locul 5 în Statele Unite ale Americii, obținând clasări moderate la nivel mondial.

## Clasamente
| Clasament                       | Poziția maximă | Referință |
| ------------------------------- | -------------- | --------- |
| Australian Singles Chart        | 82             | [ 4 ]     |
| Belgian Singles Chart (Flandra) | 20             | [ 5 ]     |
| Canadian Hot 100                | 20             | [ 6 ]     |
| Dutch Singles Chart             | 12             | [ 2 ]     |
| New Zealand Singles Chart       | 5              | [ 2 ]     |
| Swiss Singles Chart             | 28             | [ 2 ]     |
| UK Singles Chart                | 42             | [ 7 ]     |
| U.S. Billboard Hot 100          | 5              | [ 3 ]     |